# معاهده استولبوو
معاهده استولبوو (انگلیسی: Treaty of Stolbovo) معاهده صلحی بود که به جنگ اینگری میان سوئد و روسیه پایان داد.
جنگ اینگری که بین سال ۱۶۱۰ میلادی تا ۱۶۱۷ میلادی میان روسیه تزاری و امپراتوری سوئد انجام شده بود در تاریخ ۱ مه ۱۶۱۷ با امضای این معاهده پس از هفت سال به پایان رسید.

## مفاد معاهده
در این معاهده، تزار روسیه و پادشاه سوئد بر سر مسائل زیر به توافق رسیدند:
- سوئد شهرستان ککسهلم در کارلیا و اینگری را به دست می‌آورد
- روسیه از تمامی ادعاهای خود بر استونی و لیوونی دست می‌کشد و باید به سوئد ۲۰۰۰۰ روبل غرامت جنگی پرداخت کند[۳]
- ولیکی نووگورود و مناطقی دیگر از سوئد به روسیه بازپس داده می‌شود
- سوئد حق دارد تمامی غنائم جنگی بدست آمده پیش از ۲۰ نوامبر ۱۶۱۶ را نگه دارد
- شهر گدوف تا زمان پذیرش صلح و ایجاد کامل مرزها در دست سوئد باقی می‌ماند
- سوئد میخائیل یکم را به عنوان تزار حقیقی روسیه به رسمیت می‌شناسد و از ادعاهای خود بر تاج و تخت روسیه دست می‌کشد
- روسیه اجازه تجارت آزاد با تعرفه‌های تجاری عادی را دارد به طوری که سوئد نتواند روسیه را به‌طور کامل درهم بشکند
- روسیه اجازه دارد در شهرهای استکهلم، تالین و ویبورگ خانه‌های تجاری تأسیس کند. هم‌چنین سوئد حق دارد در شهرهای مسکو، پسکوف و ولیکی نووگورود خانه‌های تجاری تأسیس کند.